# Ekonomiczny Poziom Wycieków
Ekonomiczny poziom wycieków (EPW, "OPW - optymalny poziom wycieków", "optymalny trend strat z wycieków") - poziom strat wody w sieci wodociągowej (również wieloletni trend), przy którym sumaryczne nakłady eksploatatora sieci na detekcję i usuwanie wycieków oraz koszty strat wody osiągają minimum. Jest to ekonomiczne optimum utrzymania ruchu sieci, przy którym dostawa wody /koszty eksploatacji i inwestycji/ kontynuowana jest po najmniejszych kosztach. 
Pojęcie optymalnego/ekonomicznego poziomu wycieków wiąże się bezpośrednio z normatywem taniej wody - wprowadzonym przez IWA dla wiejskich i miejskich sieci wodociągowych. Jeśli dostawca wody posiada wdrożony optymalny poziom wycieków i dąży do jego uzyskania w kolejnych latach wówczas woda sprzedawana odbiorcom jest najtańsza. Dostawca wody w celu osiągnięcia ekonomicznego poziomu wycieków może również używać szybszych operacyjnych metod, takich jak ekonomiczny remodelling strat.
Bez obliczenia ekonomicznego poziomu wycieków dostawca wody może dokonać przeinwestowania w urządzenia monitorujące straty lub sprzęt elektroakustyczny do wyszukiwania wycieków. Może to mieć miejsce w warunkach prowadzonej na ślepo walki ze stratami wody (warunki monopoli naturalnych), gdzie zarządy zakładów wodociągowych starają się w sposób intuicyjny postępować ze stratami wody.
Pojęcie optymalnego/ekonomicznego poziomu wycieków powstało w XX wieku na Wyspach Brytyjskich. Zmuszono tam monopole naturalne do racjonalnej gospodarki wodą i zaprzestania marnotrawstwa wody poprzez regulacje urzędowe.
EPW/OPW łączony jest bezpośrednio z walką o ograniczania strat wody w sieciach wodociągowych i monitoringiem ich poziomu w sieci. Na Wyspach Brytyjskich po raz pierwszy na świecie zaczęto monitorować i ograniczać straty z pełnym sukcesem pomimo 20-30%-wego opomiarowania odbiorców wody wodomierzami. Korzystano przy tym z wyników bilansowania minimalnego nocnego przepływu (tzw. bilans "bottom-up"). Z wieloletnich doświadczeń okazało się, że jest to metoda o wiele skuteczniejsza od bilansowania tradycyjnego ilości wody wtłoczonej do sieci (tzw. bilans "top-down"). Stąd dla efektywnego ograniczenia strat wody nie jest niezbędne opomiarowanie i rozliczanie zużycia wody przez wszystkich odbiorców. Wymaga się za to monitorowania nocnego przepływu zasilającego sieć wodociągową.
Szacunkowy poziom infrastrukturalnego indeksu wycieków dla przedsiębiorstw krajowych, którego wartość średnia wynosi około 5,0 (przy 18% strat), co odpowiada poziomowi strat w przedsiębiorstwach dopuszczających się niegospodarności i marnotrawstwa wody. 

## Literatura przedmiotu
- Sławomir Speruda: Ekonomiczny poziom wycieków. Modelowanie strat w sieciach wodociągowych. Warszawa: Translator, 2004. ISBN 83-89054-18-3. Brak numerów stron w książce
- Sławomir Speruda: Straty wody w polskich sieciach wodociągowych. Warszawa: WaterKEY Sławomir Speruda, 2007. ISBN 978-83-926279-4-4. Brak numerów stron w książce